# Államok vezetőinek listája 1876-ban
Ezen az oldalon az 1876-ban fennálló államok vezetőinek névsora olvasható földrészek, majd országok szerinti bontásban.

## Európa
- Andorra (parlamentáris társhercegség)
  - Társhercegek
    - Francia társherceg – Patrice de Mac-Mahon (1873–1879), lista
    - Episzkopális társherceg – Josep Caixal i Estradé (1853–1879), lista
- Belgium (monarchia)
  - Uralkodó – II. Lipót király (1865–1909)
  - Kormányfő – Jules Malou (1871–1878), lista
- Dánia (monarchia)
  - Uralkodó – IX. Keresztély király (1863–1906)
  - Kormányfő – Jacob Brønnum Scavenius Estrup (1875–1894), lista
- Egyesült Királyság (parlamentáris monarchia)
  - Uralkodó – Viktória Nagy-Britannia királynője (1837–1901)
  - Kormányfő – Benjamin Disraeli (1874–1880), lista
- Franciaország (köztársaság)
  - Államfő – Patrice de Mac-Mahon (1873–1879), lista
  - Kormányfő –
    1. Louis Buffet (1875–1876)
    2. Jules Dufaure (1876)
    3. Jules Simon (1876–1877), lista
- Görögország (monarchia)
  - Uralkodó – I. György király (1863–1913)
  - Kormányfő –
    1. Aléxandrosz Kumundúrosz (1875–1876)
    2. Epameinóndasz Delijórgisz (1876)
    3. Aléxandrosz Kumundúrosz (1876–1878), lista
- Hollandia (monarchia)
  - Uralkodó – III. Vilmos király (1849–1890)
  - Kormányfő – Jan Heemskerk (1874–1877), lista
- Liechtenstein (parlamentáris monarchia)
  - Uralkodó – II. János herceg (1859–1929)
- Luxemburg (monarchia)
  - Uralkodó – III. Vilmos nagyherceg (1849–1890)
  - Kormányfő – Félix de Blochausen (1874–1885), lista
- Monaco (monarchia)
  - Uralkodó – III. Károly herceg (1856–1989)
- Montenegró (monarchia)
  - Uralkodó – I. Miklós király (1860–1918)
- Német Birodalom (monarchia)
  - Uralkodó – I. Vilmos császár (1871–1888)
  - Kancellár – Otto von Bismarck (1871–1890), lista
- Olasz Királyság (monarchia)
  - Uralkodó – II. Viktor Emánuel király (1861–1878)
  - Kormányfő –
    1. Marco Minghetti (1873–1876)
    2. Agostino Depretis (1876–1878), lista
- Orosz Birodalom (monarchia)
  - Uralkodó – II. Sándor cár (1855–1881)
- Osztrák–Magyar Monarchia (monarchia)
  - Uralkodó – I. Ferenc József király (1848–1916)
  - Kormányfő –
    - Osztrák Császárság – Adolf von Auersperg (1871–1879), lista
    - Magyar Királyság – Tisza Kálmán (1875–1890), lista
- Pápai állam (abszolút monarchia)
  - Uralkodó – IX. Piusz pápa (1846–1878)
- Portugália (monarchia)
  - Uralkodó – I. Népszerű Lajos király (1861–1889)
  - Kormányfő – Fontes Pereira de Melo (1871–1877), lista
- Román Királyság (monarchia)
  - Uralkodó – I. Károly király (1866–1914)
  - Kormányfő –
    1. Lascăr Catargiu (1871–1876)
    2. Ion Emanuel Florescu (1876)
    3. Manolache Costache Epureanu (1876)
    4. Ion Brătianu (1876–1881), lista
- San Marino (köztársaság)
  - San Marino régenskapitányai
- Spanyolország (monarchia)
  - Uralkodó – XII. Alfonz király (1874–1886)
  - Kormányfő – Antonio Cánovas del Castillo (1875–1879), lista
- Svájc (konföderáció)
  - Szövetségi Tanács:[1]
  - Karl Schenk (1863–1895), Emil Welti (1866–1891), elnök, Johann Jakob Scherer (1872–1878), Joachim Heer (1875–1877), Fridolin Anderwert (1875–1880), Numa Droz (1875–1892), Bernhard Hammer (1875–1890)
- Svédország (parlamentáris monarchia)
- Norvégia és Svédország perszonálunióban álltak.
  - Uralkodó – II. Oszkár király (1872–1907)
  - Kormányfő – Louis Gerhard De Geer (1876–1880), lista
- Szerb Fejedelemség (monarchia)
  - Uralkodó – I. Milán király (1868–1889)
  - Kormányfő –
    1. Ljubomir Kaljević (1875–1876)
    2. Stevča Mihailović (1876–1878), lista

## Afrika
- Asanti Birodalom (monarchia)
  - Uralkodó – Mensa Bonsu (1874–1883)
- Benini Királyság (monarchia)
  - Uralkodó – Adolo király (1848–1888)
- Etiópia (monarchia)
  - Uralkodó – IV. János császár (1871–1889)
- Futa-Dzsalon (moszlim teokrácia)
  - Uralkodó – Almany Almadou (1873–1896)
- Kaffa Királyság (monarchia)
  - Uralkodó – Gali Serocso császár (1870–1890)
- Kanói Emírség (monarchia)
  - Uralkodó – Abdullah (1855–1883)
- Libéria (köztársaság)
  - Államfő –
    1. Joseph Jenkins Roberts (1872–1876)
    2. James Spriggs-Payne (1876–1878), lista
- Marokkó (monarchia)
  - Uralkodó – I. Haszan szultán (1873–1894)
- Mohéli (Mwali) (monarchia)
  - Uralkodó – Dzsombe Szudi királynő (1874–1878)
- Oranje Szabadállam (köztársaság)
  - Államfő – Jan Brand (1864–1888), lista
- Szokoto Kalifátus (monarchia)
  - Uralkodó – II. Abubakar Atiku na Raba (1873–1877)
  - Kormányfő – Abdullah bin Muhammad Fodiye (1874–1886)
- Szváziföld (monarchia)
  - Uralkodó – IV. Dlamini király (1875–1889)
- Transvaal Köztársaság (köztársaság)
  - Államfő – Thomas François Burgers (1872–1877), lista
- Vadai Birodalom
  - Uralkodó – Juszuf kolak (1874–1898)

## Dél-Amerika
- Argentína (köztársaság)
  - Államfő – Nicolás Remigio Aurelio Avellaneda (1874–1880), lista
- Bolívia (köztársaság)
  - Államfő –
    1. Tomás Frías Ametller (1874–1876)
    2. Hilarión Grosolé Daza (1876–1879), lista
- Brazil Császárság (monarchia)
  - Uralkodó – II. Péter császár (1831–1889)
Izabella régensnő (1876)
- Chile (köztársaság)
  - Államfő –
    1. Federico Errázuriz Zañartu (1871–1876)
    2. Aníbal Pinto (1876–1881), lista
- Ecuador (köztársaság)
  - Államfő –
    1. Antonio Borrero (1875–1876)
    2. Ignacio de Veintemilla (1876–1883), lista
- Kolumbia (köztársaság)
  - Államfő –
    1. Santiago Pérez de Manosalbas (1874–1876)
    2. Aquileo Parra (1876–1878), lista
- Paraguay (köztársaság)
  - Államfő – Juan Bautista Gill (1874–1877), lista
- Peru (köztársaság)
  - Államfő –
    1. Manuel Pardo y Lavalle (1872–1876)
    2. Mariano Ignacio Prado (1876–1879), lista
- Uruguay (köztársaság)
  - Államfő –
    1. Pedro Varela (1875–1876)
    2. Lorenzo Latorre (1876–1880), lista
- Venezuela (köztársaság)
  - Államfő – Antonio Guzmán Blanco (1870–1877), lista

## Észak- és Közép-Amerika
- Amerikai Egyesült Államok (köztársaság)
  - Államfő – Ulysses S. Grant (1869–1877), lista
- Costa Rica (köztársaság)
  - Államfő –
    1. Tomás Guardia Gutiérrez (1870–1876)
    2. Aniceto Esquivel Sáenz (1876)
    3. Vicente Herrera Zeledón (1876–1877), lista
- Dominikai Köztársaság (köztársaság)
  - Államfő –
    1. Ignacio María González (1874–1876)
    2. Államtitkárok Tanácsa (1876)
    3. Ulises Francisco Espaillat (1876)
    4. Legfelsőbb Kormányzó Junta (1876)
    5. Ignacio María González (1876)
    6. Marcos Antonio Cabral (1876)
    7. Buenaventura Báez (1876–1878), lista
- Salvador (köztársaság)
  - Államfő –
    1. Santiago González (1871–1876)
    2. Andrés del Valle (1876)
    3. Rafael Zaldívar (1876–1884), lista
- Guatemala (köztársaság)
  - Államfő – Justo Rufino Barrios (1873–1885), lista
- Haiti (köztársaság)
  - Államfő –
    1. Michel Domingue (1874–1876)
    2. Pierre Théoma Boisrond-Canal (1876–1879), lista
- Honduras (köztársaság)
  - Államfő –
    1. Ponciano Leiva (1874–1876)
    2. Marcelino Mejía (1876), ideiglenes
    3. Crescencio Gómez (1876), ideiglenes
    4. José María Medina (1876), ideiglenes
    5. Marco Aurelio Soto (1876–1883), lista
- Kanada (parlamentáris monarchia)
  - Uralkodó – Viktória királynő (1837–1901)
  - Kormányfő – Alexander McKenzie (1873–1878), lista
- Mexikó (köztársaság)
  - Államfő –
    1. Sebastián Lerdo de Tejada (1872–1876)
    2. José María Iglesias (1876)
    3. Porfirio Díaz (1876)
    4. Juan N. Méndez (1876–1877), lista
- Nicaragua (köztársaság)
  - Államfő – Pedro Joaquín Chamorro (1875–1879), lista

## Ázsia
- Aceh Szultánság (monarchia)
  - Uralkodó – Alauddin Muhammad Da'ud Syah II (1875–1903)
- Afganisztán (monarchia)
  - Uralkodó – Ser Ali Kán emír (1868–1879)
- Bhután (monarchia)
  - Uralkodó – Kitszep Dordzsi Namgyal druk deszi (1873–1877)
- Buhara
  - Uralkodó – Mozaffar al-Din kán (1860–1885)
- Dálai Emírség (monarchia)
  - Uralkodó – Abdallah bin Muhammad al-Amiri (1874–1878)
- Dzsebel Sammar (monarchia)
  - Uralkodó – Muhammad bin Abdullah (1869–1897), Dzsebel Sammar emírje
- Csoszon (monarchia)
  - Uralkodó – Kodzsong király (1863–1897)
- Hiva
  - Uralkodó – II. Muhammad Rahím Bahadúr kán (1864–1910)
- Japán (császárság)
  - Uralkodó – Mucuhito császár (1867–1912)
- Kína
  - Uralkodó – Kuang-hszü császár (1875–1908)
- Maszkat és Omán (abszolút monarchia)
  - Uralkodó – Turki szultán (1871–1888)
- Nepál (alkotmányos monarchia)
  - Uralkodó – Szurendra király (1847–1881)
  - Kormányfő – Dzsung Bahadur Rana (1857–1877), lista
- Oszmán Birodalom (monarchia)
  - Uralkodó –
    1. Abdul-Aziz szultán (1861–1876)
    2. V. Murád szultán (1876)
    3. II. Abdul-Hamid szultán (1876–1909)

  - Kormányfő –
    1. Mahmud Nedim pasa (1875–1876)
    2. Mehmed Rüşdi pasa (1876)
    3. Midhat pasa (1876–1877), lista
- Perzsia (monarchia)
  - Uralkodó – Nászer ad-Din sah (1848–1896)
- Sziám (parlamentáris monarchia)
  - Uralkodó – Csulalongkorn király (1868–1910)

## Óceánia
- Tonga (monarchia)
  - Uralkodó – I. Tupou király (1875–1893)
  - Kormányfő – Tēvita ʻUnga (1876–1879), lista